# میلبورن پورت
میلبورن پورت (به انگلیسی: Milborne Port) یک روستا و محله مدنی در بریتانیا است که در سامرست جنوبی واقع شده‌است. میلبورن پورت ۲٬۸۰۲ نفر جمعیت دارد.